# Niederhasli
Niederhasli är en ort och kommun i distriktet Dielsdorf i kantonen Zürich, Schweiz. Kommunen har 9 611 invånare (2023).
I kommunen finns även orterna Oberhasli och Nassenwil.